# 합천 해인사 길상탑
합천 해인사 길상탑(陜川 海印寺 吉祥塔)은 경상남도 합천군 가야면, 해인사에 있는 통일신라의 탑이다. 1996년 5월 29일 대한민국의 보물 제1242호로 지정되었다.

## 개요
해인사 일주문으로 가기 전에 위치한 탑으로, 일반적인 절의 건물 배치와는 무관하게 길가에 세워져 있다. 2단의 기단(基壇) 위로 3층의 탑신(塔身)을 세운 구조로, 통일신라시대의 전형적인 석탑 양식을 갖추고 있다. 
바닥돌 위에 아래층 기단을 받고, 윗면에 얇은 괴임을 새긴 후 위층 기단을 얹었다. 위층 기단은 하나의 돌로 짜여져 다른 탑에서 보기 힘든 독특한 모습이다. 탑신은 1층의 몸돌이 2·3층의 몸돌보다 크며, 지붕돌 밑면의 받침수는 각 층 모두 5단이다. 지붕돌의 처마는 반듯하다가 네 귀퉁이에서 뚜렷하게 치켜올려져 전체적으로 경쾌한 느낌을 준다. 꼭대기의 머리장식은 네모난 받침돌만 남고 모두 없어진 상태이며, 받침돌 윗면에 철주를 꽂았던 구멍이 뚫려 있다. 
탑에서 나온 유물들은 국립중앙박물관에서 보관하고 있다. 그 중 조그만 탑이 157개가 있으나, 소탑은 원래 99개, 77개를 두는 것이 원칙이므로 19개는 없어진 듯 하다. 탑에 대한 기록인 탑지(塔誌)는 4장인데, 통일신라 후기 대문장가인 최치원이 지은 것으로 유명하다. 이 글에는 신라 진성여왕 8년(895) 통일신라 후기의 혼란 속에 절의 보물을 지키려다 희생된 스님들의 영혼을 달래기 위해서 탑을 건립했다는 내용이 담겨 있다. 
전체적으로 단아하면서도 소박한 아름다움을 보여주는 통일신라 후기의 대표적인 소탑(小塔)으로, 탑지의 기록은 당시의 사회경제적 상황을 밝히는데 중요한 단서를 제공하고 있다.

## 현지 안내문
이 탑은 2중의 기단을 지닌 전형적인 통일신라 시대의 석탑의 모습을 하고 있는 높이 약 3m의 아담한 소탑이다. 일반적인 탑과는 다르게 상층기단이 하나의 돌로 이루어져 있다. 지붕돌 주름은 각각 다섯 단으로 구성되어 있고, 기단부가 낮고 넓어 상당히 안정된 느낌을 주고 있다. 상륜부는 노반만이 남아 있다.
1966년에 탑안에서 탑지 4매와 석탑공양물이 나왔다. 4매의 탑지는 신라 말기의 대 문장가인 최치원이 작성한 것으로 유명하다. 내용은 895년을 전후한 7년에 걸친 통일신하 말기의 혼란 속에서 도둑들로부터 사찰의 보물을 지키다 희생된 스님들의 영혼을 달래려 탑을 건립하였다는 사실과 탑의 높이, 만든 사람 및 탑의 건립에 사용된 비용 등을 기록하고 있다. 이러한 기록은 통일신라시대 말기 복잡한 사회상 및 경제상과 당시 해인사의 상황을 알 수 있는 중요한 자료이다.

## 같이 보기
- 해인사

## 참고 자료
- 합천 해인사 길상탑 - 국가유산청 국가유산포털